# Aristeidis Grigoriadis
Aristeidis (Aris) Grigoriadis (Grieks: Αριστείδης (Άρης) Γρηγοριάδης) (Thessaloniki, 6 december 1985) is een Griekse zwemmer. Hij vertegenwoordigde zijn vaderland op de Olympische Zomerspelen 2004 in Athene, op de Olympische Zomerspelen 2008 in Peking en op de Olympische Zomerspelen 2012 in Londen.

## Carrière
Bij zijn internationale debuut, op de Europese kampioenschappen kortebaanzwemmen 2003 in Dublin, strandde Grigoriadis in de halve finales van de 50 meter rugslag en in de series van de 100 meter rugslag en de 50 meter vrije slag. 
Op de Europese kampioenschappen zwemmen 2004 in Madrid eindigde de Griek als vierde op de 50 meter rugslag, op de 100 meter rugslag werd hij uitgeschakeld in de series. Op de 4x100 meter vrije slag eindigde hij samen met Alexandros Tsoltos, Apostolos Antonopoulos en Andreas Zisimos op de zesde plaats. Tijdens de Olympische Zomerspelen van 2004 in Athene strandde Grigoriadis in de series van de 100 meter rugslag, de 100 meter vrije slag en de 4x100 meter vrije slag.

### 2005-2008
Op de Wereldkampioenschappen zwemmen 2005 in Montreal veroverde Grigoriadis, als eerste Griek, de wereldtitel op de 50 meter rugslag en eindigde hij als zesde op de 100 meter rugslag. 
Tijdens de Europese kampioenschappen zwemmen 2006 in Boedapest sleepte de Griek de zilveren medaille in de wacht op de 50 meter rugslag en de bronzen medaille op de 100 meter rugslag, op de 4x100 meter wisselslag strandde hij samen met Romanos-Iason Alyfantis, Sotiros Pastras en Andreas Zisimos in de series. 
In Melbourne nam Grigoriadis deel aan de wereldkampioenschappen zwemmen 2007, op dit toernooi eindigde hij als zesde op de 50 meter rugslag en werd hij uitgeschakeld in de halve finales van de 100 meter rugslag. 
Op de Europese kampioenschappen zwemmen 2008 in Eindhoven veroverde de Griek de Europese titel op de 50 meter rugslag en de zilveren medaille op de 100 meter rugslag, op de 4x100 meter wisselslag strandde hij samen met Romanos-Iason Alyfantis, Sotiros Pastras en Andreas Zisimos in de series. Tijdens de Olympische Zomerspelen van 2008 in Peking werd Grigoriadis uitgeschakeld in de series van zowel de 100 meter vrije slag als de 100 meter rugslag. In Rijeka nam de Griek deel aan de Europese kampioenschappen kortebaanzwemmen 2008, op dit toernooi strandde hij in de series van de 50 en de 100 meter rugslag.

### 2009-heden
Op de wereldkampioenschappen zwemmen 2009 in Rome eindigde Grigoriadis als zevende op de 50 meter rugslag en als achtste op de 100 meter rugslag, samen met Romanos-Iason Alyfantis, Stefanos Dimitriadis en Ioannis Kalargaris werd hij uitgeschakeld in de series van de 4x100 meter wisselslag. Tijdens de Europese kampioenschappen kortebaanzwemmen 2009 in Istanboel strandde de Griek in de series van zowel de 50, de 100 als de 200 meter rugslag.
In Boedapest nam Grigoriadis deel aan de Europese kampioenschappen zwemmen 2010. Op dit toernooi eindigde hij als vijfde op de 100 meter rugslag, daarnaast werd hij uitgeschakeld in de halve finales van de 50 meter rugslag en in de series van de 200 meter rugslag.
Op de wereldkampioenschappen zwemmen 2011 in Shanghai strandde de Griek in de halve finales van zowel de 50 als de 100 meter rugslag.
Tijdens de Europese kampioenschappen zwemmen 2012 in Debrecen veroverde Grigoriadis de Europese titel op de 100 meter rugslag, op de 50 meter rugslag eindigde hij op de achtste plaats. Op de 4x100 meter wisselslag eindigde hij samen met Panagiotis Samilidis, Stefanos Dimitriadis en Kristian Gkolomeev als zesde. In Londen nam de Griek deel aan de Olympische Zomerspelen van 2012, op dit toernooi werd hij uitgeschakeld in de halve finales van de 100 meter rugslag.

## Internationale toernooien
| Jaar | Olympische Spelen                                          | WK langebaan                                         | WK kortebaan  | EK langebaan                                         | EK kortebaan                                        |
| ---- | ---------------------------------------------------------- | ---------------------------------------------------- | ------------- | ---------------------------------------------------- | --------------------------------------------------- |
| 2003 |                                                            | geen deelname                                        |               |                                                      | 48e 50m vrije slag 12e 50m rugslag 29e 100m rugslag |
| 2004 | 32e 100m vrije slag 17e 100m rugslag 14e 4x100m vrije slag |                                                      | geen deelname | 4e 50m rugslag 18e 100m rugslag 6e 4x100m vrije slag | geen deelname                                       |
| 2005 |                                                            | 50m rugslag · 6e 100m rugslag                        |               |                                                      | geen deelname                                       |
| 2006 |                                                            |                                                      | geen deelname | 50m rugslag · 100m rugslag · 11e 4x100m wisselslag   | geen deelname                                       |
| 2007 |                                                            | 6e 50m rugslag 11e 100m rugslag                      |               |                                                      | geen deelname                                       |
| 2008 | 48e 100m vrije slag 17e 100m rugslag                       |                                                      | geen deelname | 50m rugslag · 100m rugslag · 15e 4x100m wisselslag   | 23e 50m rugslag 28e 100m rugslag                    |
| 2009 |                                                            | 7e 50m rugslag 8e 100m rugslag 14e 4x100m wisselslag |               |                                                      | 35e 50 m rugslag 31e 100m rugslag 21e 200m rugslag  |
| 2010 |                                                            |                                                      | geen deelname | 11e 50m rugslag 5e 100m rugslag 18e 200m rugslag     | geen deelname                                       |
| 2011 |                                                            | 14e 50m rugslag 16e 100m rugslag                     |               |                                                      | geen deelname                                       |
| 2012 | 14e 100m rugslag                                           |                                                      | geen deelname | 8e 50m rugslag · 100m rugslag · 6e 4x100m wisselslag | geen deelname                                       |

## Persoonlijke records
Bijgewerkt tot en met 12 december 2009
Kortebaan
| Afstand         | Tijd    | Datum            | Plaats       |
| --------------- | ------- | ---------------- | ------------ |
| 100m vrije slag | 48,76   | 25 november 2006 | Volos        |
| 50m rugslag     | 24,78   | 27 november 2005 | Thessaloniki |
| 100m rugslag    | 53,03   | 12 december 2009 | Istanboel    |
| 200m rugslag    | 1.55,94 | 10 december 2009 | Istanboel    |

Langebaan
| Afstand         | Tijd    | Datum           | Plaats   |
| --------------- | ------- | --------------- | -------- |
| 100m vrije slag | 49,62   | 9 februari 2008 | Bordeaux |
| 50m rugslag     | 24,77   | 1 augustus 2009 | Rome     |
| 100m rugslag    | 53,03   | 27 juli 2009    | Rome     |
| 200m rugslag    | 1.57,69 | 7 augustus 2009 | Athene   |